# Stanislav Motl
Stanislav Motl (né le 6 mars 1952 à Ústí nad Orlicí en Bohême) est un journaliste et écrivain tchèque.
Stanislav Motl est connu pour ses livres historiques, principalement relatifs à la Seconde Guerre mondiale. Il a animé l'émission d'investivation À mes yeux (Na vlastní oči) à TV Nova et une émission intitulée Stopy, fakta, tajemství (Des traces, des faits, des secrets) à la radio Český rozhlas 2 Praha.
Stanislav Motl est aussi connu pour être « le chasseur tchèque de nazis le plus connu »,. Il a ainsi contribué à la condamnation de l'ancien gardien du camp de concentration de Theresienstadt, Anton Malloth. Il a également lancé la police sur la piste de Ladislav Niznansky, criminel de guerre slovaque, libéré faute de témoins ; Walter Hauck, responsable du massacre d'Ascq et du massacre de Leskovice ; Rudolf Malik, qui a participé au massacre de civils à Valašské Meziříčí ; Hildegarde Mende, ancienne gardienne du camp de concentration de Theresienstadt.